# Alangium uniloculare
Alangium uniloculare är en kornellväxtart som först beskrevs av William Griffiths, och fick sitt nu gällande namn av George King. Alangium uniloculare ingår i släktet Alangium och familjen kornellväxter. Inga underarter finns listade i Catalogue of Life.